# 西来庵事件

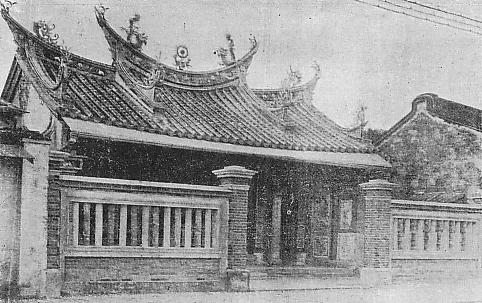
アジトとなった西来庵

西来庵事件（せいらいあんじけん）は、1915年（大正4年）に日本領台湾の台南庁噍吧哖（タパニー、現・玉井）で発生した武装蜂起。地名から「タパニー事件」とも、首謀者が余清芳であったことから「余清芳事件」ともいう。本島人による最後の抗日武装蜂起であった。

## 概要
首謀者の余清芳は、かつて台湾総督府警察の警察官であった。その後警察を退職し、保険勧誘員などの職を転々とした後、向学の思いを胸に日本本土に渡り、横浜に落着いた。当時、横浜では大逆事件を逃れた無政府主義者が密かな集まりを持っており、このグループと交流を持った余清芳は幸徳秋水ら直接行動派のアナキズムの洗礼を受け台湾に戻った。
台湾に戻った余清芳は、子どもの頃からの親友、羅新君が住職を務める西来庵に出入りするようになり、ともに台湾独立のために戦うことを決意。村の中に相互扶助の協同組織をつくる一方、「大明慈悲国」のユートピアの教えを語るなどして同志を募り、運動は見る間に台湾全土に広がって行った。
1915年、基隆で同志が逮捕されたことから計画が発覚、余清芳一党は逸早く山間部に逃げ込み、ゲリラ戦を展開した。余清芳は「大明慈悲国奉旨平台征伐天下大元帥余」を自称し、羅新君が発行する守り札「五福王爺」を胸につけて戦うなど宗教色の強いものであった。ゲリラ部隊は各地の警察署、分署を次々に襲い、最終的に日本人95人が殺された。
これに対し、日本政府は内地から一個師団を増援急派、ようやく反乱を鎮圧し、余清芳らを捕えた。事件に関連し逮捕検挙された者の総数は1957人を数え、死刑判決を受けた者は866人となった。しかし、死刑囚866人はさすがに多すぎるため、被害者と同数の95人のみを執行（132人とする資料も存在）。その他は大正天皇の即位記念恩赦ということで減刑した。

## 首謀者

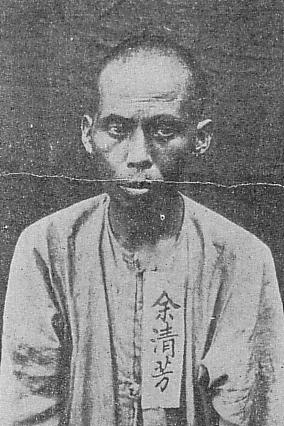
余清芳
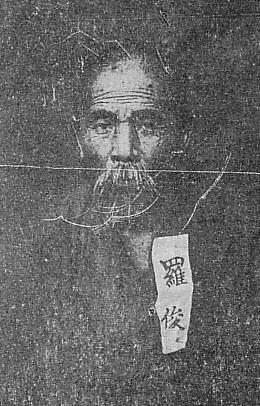
羅俊
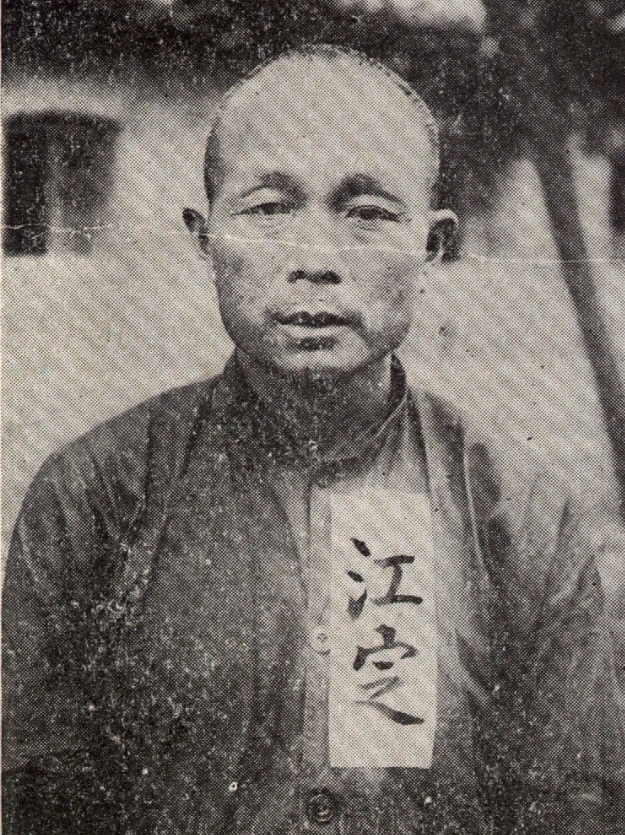
江定